# Al-Huszajn ibn Ali
Al-Huszajn ibn Ali (arabul: الحسين ابن علي ابن أبي طالب ) Mohamed próféta és Hadídzsa bint Huvajlid unokája. Édesanyja a Próféta lánya, Fátima bint Muhammad, édesapja a Próféta unokatestvére és egyben veje, az iszlám negyedik rásídún (igaz úton vezérelt) kalifája, Ali ibn Abi Talib. Huszajn a síiták harmadik imámja, édesapja és bátyja al-Haszan ibn Ali után.
Huszajn az iszlám egyik nagyon fontos személyisége. Tagja az Ahl al-Bayt-nak (arabul háztartás). Az Ahl al-Bayt tagjai a Próféta, és a rokonai, így a feleségei, lányai, Ali aki egyben unokatestvére és veje is, és Fátimával közös gyerekeik, így Haszan és Huszajn is.
A síiták szerint az Ahl al-Bayt kizárólagos tagjai csak a Próféta, lánya Fátima, Ali, Haszan és Huszajn.

## A kerbelai csata (mészárlás)
Apját követően Muávijja lett az uralkodó, aki egyben az első omajjád kalifa is. Muávija még kalifaságának idején igyekezett előkészíteni fiának a trónt, hogy az dinasztikusan örökölhesse, annak ellenére, hogy a iszlámban a mindenkori kalifát, a muszlimoknak kell kiválasztania.
Muávijját végül saját fia, Jazíd követte, ahogyan a kalifa el is tervezte. Az Irakba visszaszorult síiták ekkor megüzenték Huszajnnek, hogy készek őt támogatni, amennyiben igényt tart a trónra. A hűségesküjét le nem tevő Huszajn feleségeivel és gyermekeivel elindult Kúfába, ám útközben az Eufrátesz partjánál elhelyezkedő Kerbela közelében Jazíd erői lemészárolták a maroknyi csapatot. Huszajn feleségeit Jazíd udvarába vitték, édestestvére Haszan és több féltestvére is meghalt. Huszajnt kegyetlen és barbár módon ölték meg, fejét levágták, majd elküldték a kalifának.

## Emlékezete
Huszajn igen fontos, és nagy becsbe álló személy a muszlimok körében, nem csak annak lévén, hogy maga Mohamed próféta a nagyapja. Kiváló erkölcsű, intelligens, jószívű férfi volt, több mint 150 hadísz maradt fent utána. Több mint 9 "címe" van, mint például az Áldott (al-Mubārak), a Mártír (ash-Shahīd), az Unoka (as-Sibt), az Igazságos (al-Wafī).

### Ásúránapja
Huszajn mártírhalálát tekinthetjük a síiták (politikai mozgalomból) vallási mozgalommá való fejlődésének kezdőpontjának. Huszajn halála volt az iszlám történetének első klasszikus értelmében vett mártírhalála.
Az imám halála a síiták legszentebb gyásznapja, a szunniták számára ez egy nem kötelező (de Mohamed próféta által javasolt) böjtnap. Ez nap a muharram hónap tizedik napja, ám az iszlám időszámításban használatos holdnaptár miatt minden évben máskorra esik ez a nap.
A síiták felekezetenként máshogyan "ünnepelnek", emlékeznek meg ezen szomorú eseményről. Egyes felekezet tagjai szó szerint vett önmarcangolással (saját és egymás testének korbácsolása, fejük felhasítása, stb.), míg vannak olyan síiták akik a mellkasukat ütlegelik, dobolnak, vagy épp saját kardjukat magasba lendítve kiabálják Huszajn nevét.
Összességében elmondható, hogy a síiták okolják magukat, amiért elődeik egy része nem sietett Huszajn segítségére.